# 迪克西蘭 (加利福尼亞州)
迪克西蘭（英語：Dixieland）是位於美國加利福尼亞州因皮里爾縣的一個非建制地區。該地的面積和人口皆未知。

## 地理
迪克西蘭的座標為32°47′27″N 115°46′13″W / 32.79083°N 115.77028°W，而該地的平均海拔高度為-11米（即-36英尺）。